# Île de Geoje
L'île de Geoje constitue l'île principale de la ville de Geoje. Elle est située au sud de la province du Gyeongsang du Sud en Corée du Sud. Deux ponts permettent son accès depuis le continent, à côté de Tongyeong. Sinhyeon est la principale commune de l'île. Le pont de Busan-Geoje, ouvert en décembre 2010, permet un accès direct jusqu'à Busan.
L'Île de Geoje a une superficie égale à 383,44 km2, ce qui en fait la deuxième plus grande île de la Corée du Sud (la plus grande étant l'île de Jeju).